# ジェームズ・L・エリオット
ジェームズ・L・エリオット(James Ludlow Elliot、1943年6月19日-2011年3月3日)は、アメリカ合衆国の天文学者である。天王星の環を発見したことで知られる。また、海王星最大の衛星トリトンの温暖化の観測にも参加している。
エリオットは1943年オハイオ州コロンバス生まれ、1965年にマサチューセッツ工科大学で理学士号を取得し、1972年にハーバード大学で博士号を取得した。その後、2011年に死去するまでマサチューセッツ工科大学の物理学と地球科学の教授、George R. Wallace, Jr. Astrophysical Observatoryの所長を務めた。
エリオットらが天王星の環を発見したのか、それともウィリアム・ハーシェルが1797年に観測していたのかには議論がある。しかし、学会の合意では、エリオットが発見者であることが支持されている。